# New York Symphony Society
Die New York Symphony Society war ein Orchester, das 1878 in New York City von Leopold Damrosch gegründet wurde. Etliche Jahre stand es in heftiger Konkurrenz zur älteren Philharmonic Symphony Society of New York. Unterstützt wurde es von Andrew Carnegie, der die Carnegie Hall (eröffnet 1891) ausdrücklich für dieses Orchester erbauen ließ. Die Symphony Society legte ihren musikalischen Schwerpunkt auf die eher farbigen Orchesterwerke aus Frankreich und Russland, während die Philharmonic Society sich besonders auf das deutsche Repertoire konzentrierte. Nach dem Tode Leopold Damroschs übernahm sein Sohn Walter Damrosch die musikalische Leitung des Orchesters.
1903 erfolgte eine Reorganisation des Orchesters, verbunden mit der Umbenennung zum New York Symphony Orchestra. 1920 war es das erste amerikanische Orchester, das eine Tournee durch Europa unternahm. 1928 schließlich erfolgte die Verschmelzung mit der Philharmonic Symphony Society zum "Philharmonic-Symphony Orchestra of New York", später umbenannt in New York Philharmonic.